# Follingbomasten

Follingbomasten är en 260 meter hög radio- och TV-mast belägen på Gotland nära byn Follingbo. Masten drivs och underhålls av statliga Teracom.